# سلطان‌نشین‌های دکن
سلطان‌نشین‌های دَکَن پنج پادشاهی هند در اواخر قرون وسطی بودند - در فلات دکن بین رودخانه کریشنا و رشته کوه ویندیا - که توسط سلسله‌های مسلمان اداره می‌شدند. این حکومت‌ها پس از فروپاشی سلطان‌نشین بهمنی مستقل شده بودند.
پس از انقراض بهمنیان، این سلسله بین پنج سلسله مسلمان دیگر تقسیم شد که از میان آنان سه سلسله نظام شاهیان، عادل‌شاهیان و قطب شاهیان شیعه و برید شاهیان و عمادشاهیان که دیری نپاییدند سنی بودند.
اگرچه پنج سلطان‌نشین همگی توسط مسلمانان اداره می‌شدند، بنیانگذاران آنها دارای ریشه‌های گوناگون و اغلب در اصل غیر مسلمان بودند: سلطان نشین احمدنگار توسط یک مسلمان دکنی با منشأ برهمن تأسیس شد؛ سلطان نشین برار توسط یک برده برهمن هندو کانادیگا به ارمغان آورد. به عنوان یک مسلمان دکنی؛ سلطان نشین بیدار توسط یک غلام گرجی تأسیس شد؛ سلطان نشین بیجاپور توسط یک برده گرجی که توسط محمود گاوان خریداری شد، تأسیس شد؛ و سلطان نشین گلکوندا از ترکمن‌های ایرانی بود.
تمامی سلاطین دکن مشروعیت خود را به عنوان ایالت‌های جانشین سلسله بهمنیان بنا کردند و به جای انتشار سکه‌های خود، به استفاده از سکه‌های بهمنی ادامه دادند. اگرچه سلطان نشین‌ها به‌طور کلی رقیب بودند، اما در سال ۱۵۶۵ علیه امپراتوری ویجایاناگارا با یکدیگر متحد شدند و ویجایاناگارا را برای همیشه در نبرد تالیکوتا تضعیف کردند. قابل توجه است که اتحاد کل شهر ویجایاناگارا را ویران کرد و معابد مهمی مانند معبد ویتالا با خاک یکسان شد.
در سال ۱۵۷۴، پس از کودتا در برار، احمدنگر به آنجا حمله کرد و آن را فتح کرد. در سال ۱۶۱۹ بیدار توسط بیجاپور ضمیمه شد. سلطنت‌ها بعداً توسط امپراتوری گورکانی فتح شدند.
برار در سال ۱۵۹۶ از احمدنگار خلع شد. احمدنگار بین سالهای ۱۶۱۶ و ۱۶۳۶ به‌طور کامل گرفته شد. و گلکوندا و بیجاپور طی لشکرکشی اورنگ‌زیب ۱۶۸۶–۱۶۸۷ فتح شدند.